# ژوآو کونیا ئی سیلوا
 ژوآو کونیا ئی سیلوا ((به پرتغالی: João Cunha e Silva)؛ زادهٔ ۲۷ نوامبر ۱۹۶۷) یک تنیس‌باز اهل پرتغال است. 